# أدريان ر. موريسون
أدريان ر. موريسون (بالإنجليزية: Adrian R. Morrison) هو عالم أعصاب أمريكي، ولد في 5 نوفمبر 1935 في فيلادلفيا في الولايات المتحدة.